# Boarmia ceylonaria
Boarmia ceylonaria là một loài bướm đêm trong họ Geometridae.